# Ніколае Цага
Ніколае Цага (12 квітня 1967) — румунський академічний веслувальник.
Олімпійський чемпіон 1992 року в складі розпашної четвірки зі стерновим, бронзовий призер 1992 року в складі розпашної двійки зі стерновим, учасник 1996 року.
Чемпіон світу 1993 року в складі розпашної четвірки зі стерновим, срібний призер 1996, 2000 років у складі розпашної двійки зі стерновим, бронзовий призер 1998 (вісімки), 1999 (розпашні четвірки зі стерновим) років.